# بوستانك
بوستانك (بالفارسية: بوستانک) هي قرية أفغانية في مقاطعة خواهان التابعة لولاية بدخشان الواقعة في شمال شرق أفغانستان.